# 690 (číslo)
Šest set devadesát je přirozené číslo. Následuje po čísle šest set osmdesát devět a předchází číslu šest set devadesát jedna. Římskými číslicemi se zapisuje DCXC a řeckými číslicemi χϟ.

## Matematika
690 je:
- Abundantní číslo
- Složené číslo
- Nešťastné číslo

## Astronomie
- (690) Wratislavia je planetka hlavního pásu, kterou objevil v roce 1909 Joel Hastings Metcalf

## Ostatní
- +690 je mezinárodní telefonní předvolba Tokelau

## Roky
- 690
- 690 př. n. l.